# Urfttalsperre
Die Urfttalsperre ist die älteste Talsperre in der Eifel und war bei ihrer Inbetriebnahme die größte in Europa. Sie staut seit 1905 bei Schleiden mit einer Gewichtsstaumauer die Urft, einem Nebenfluss der Rur im Südwesten von Nordrhein-Westfalen. Im Talsperren-Verbundsystem des WVER (Wasserverband Eifel-Rur), der seit 1993 den Betrieb organisiert, dient sie hauptsächlich der Erzeugung von Strom und hat als weitere Aufgaben Hochwässer zurückzuhalten und in Trockenperioden einen Wasserausgleich herzustellen. Die Talsperre inmitten vom Nationalpark Eifel ist der später gebauten Rurtalsperre unmittelbar vorgelagert. Innerhalb ihres Einzugsgebiets befindet sich eine weitere Talsperre des WVER, die Oleftalsperre. Auf den Höhen oberhalb des Stauwurzelbereichs der Urft liegt als Hinterlassenschaften des Nationalsozialismus die ehemalige NS-Ordensburg Vogelsang.

## Geographische Lage
Der Stausee der Urfttalsperre erstreckt sich in der Rureifel (Teil der Nordeifel) südlich vom Kermeter beziehungsweise nordnordöstlich der Dreiborner Hochfläche zwischen Simmerath-Rurberg (benachbarte Städteregion Aachen) im Westnordwesten und Schleiden-Gemünd (Kreis Euskirchen) im Ostsüdosten. Sie liegt unmittelbar oberhalb des Obersees (Hauptvorbecken des Rurstausees), in dem das Wasser von Urft und Rur aufgestaut wird, und erstreckt sich im 2004 gegründeten Nationalpark Eifel, der von den Grenzen des Naturparks Hohes Venn-Eifel umrahmt ist. Von 1946 bis 2005 lag sie im Truppenübungsplatz Vogelsang.

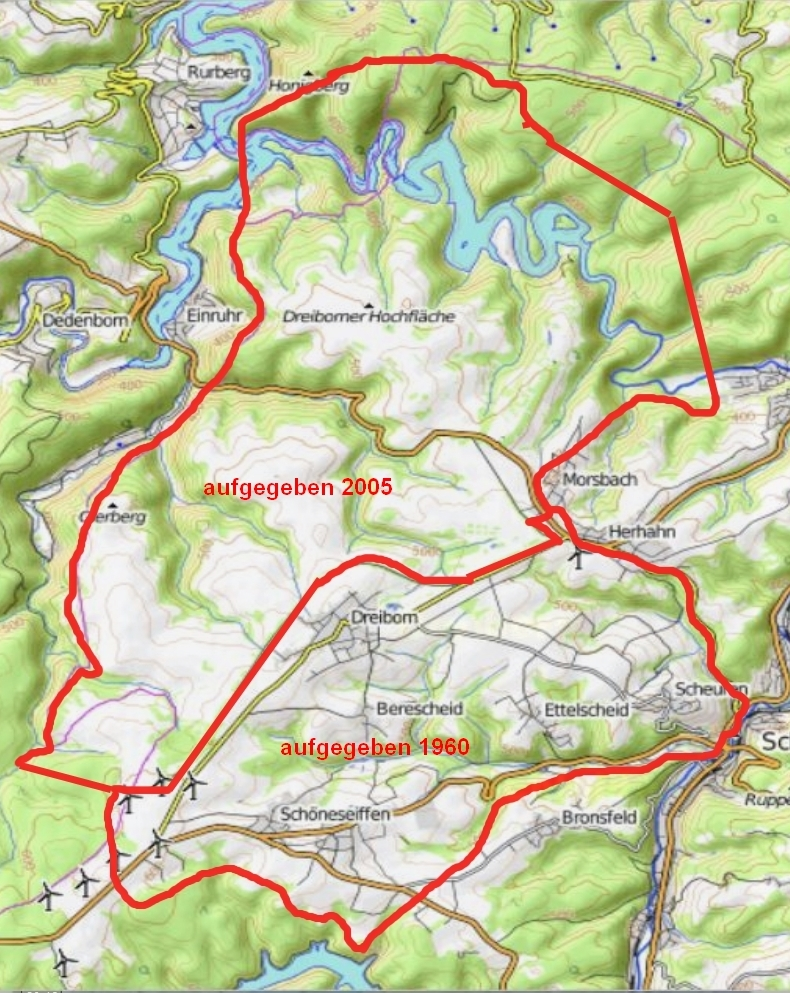
Urfttalsperre im ehemaligen Truppenübungsplatz Vogelsang (1945–2005)
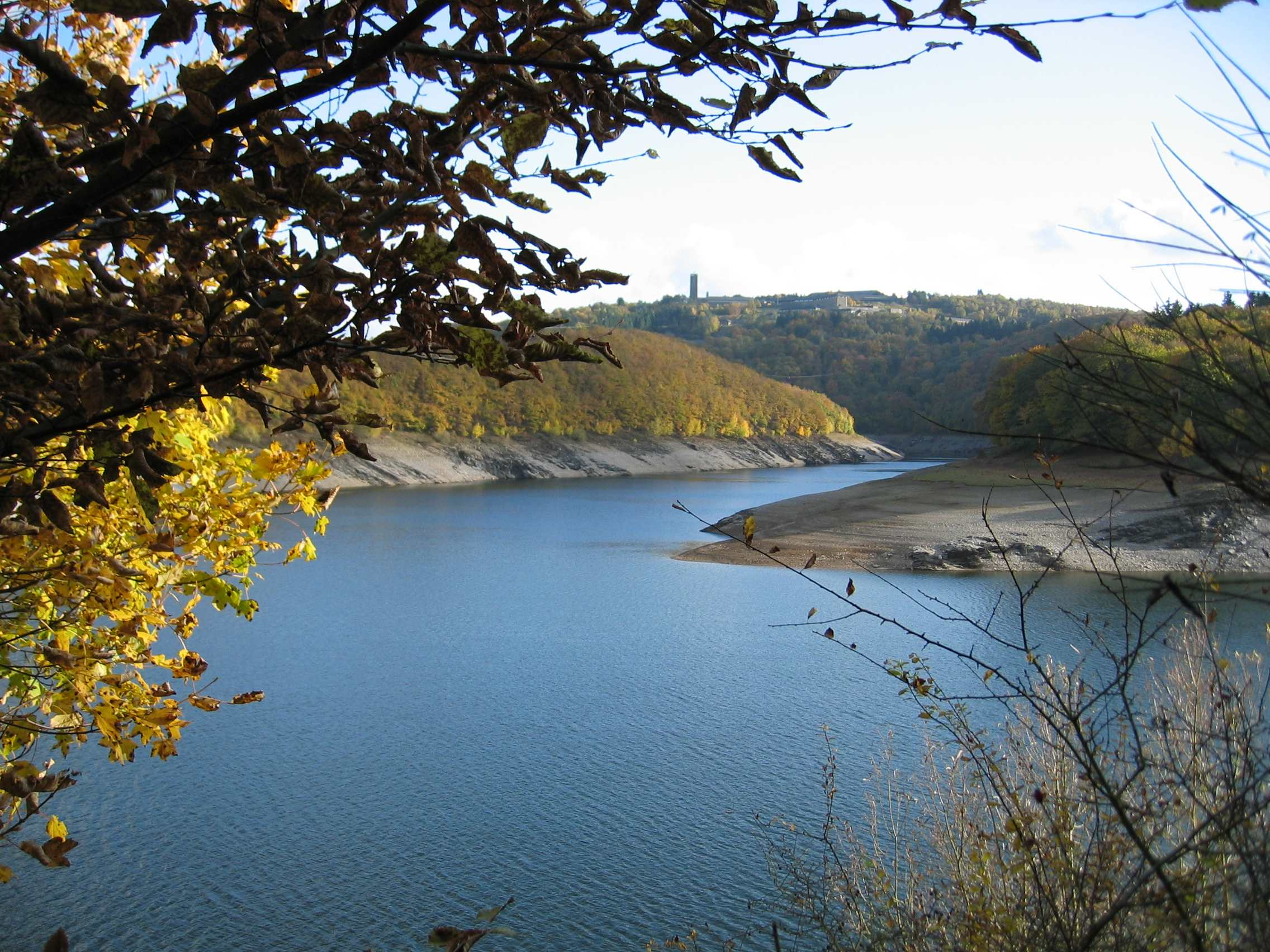
Urftstausee, Oktober 2009

## Absperrbauwerk

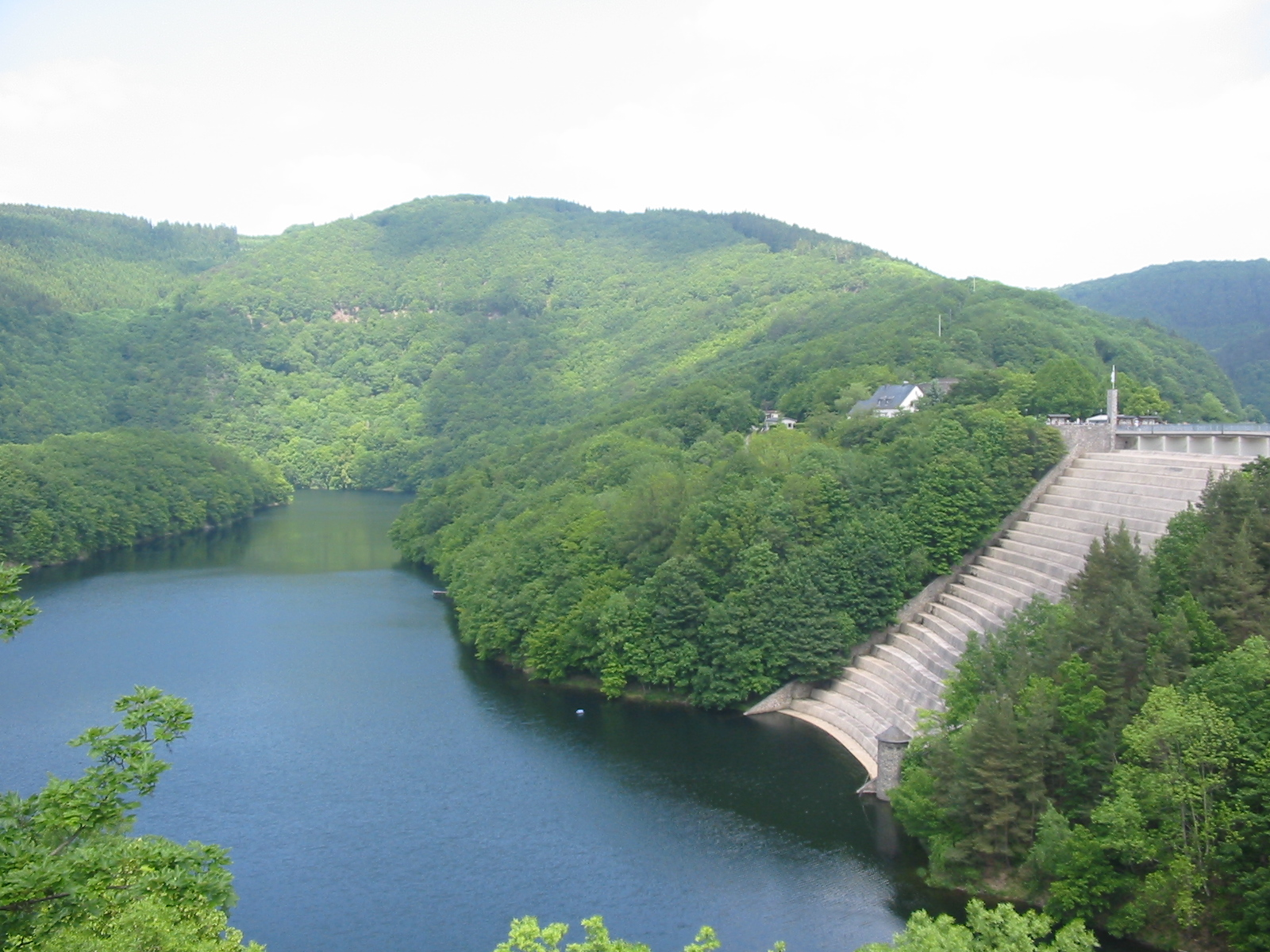
Überlauf der Urftstaumauer (rechts) mit Obersee (Vorsperre der Rurtalsperre)

Die Sperrmauer der Urfttalsperre war von 1900 bis 1905 erbaut worden und ist eine zur Wasserseite hin gebogene Gewichtsstaumauer mit dem auf der Wasserseite typischen Intze-Keil, einer Erdvorschüttung bis zur halben Mauerhöhe. Sie steht 6,8 km westnordwestlich des nördlichen Schleidener Stadtteils Gemünd, 2,7 km nordwestlich der zu Schleiden gehörenden NS-Ordensburg Vogelsang und 3 km ostsüdostwärts des Simmerather Ortsteils Rurberg. 
Ihre Generalplanung wurde von Otto Intze aus Aachen entwickelt und nach dem Intze-Prinzip errichtet; Intze hatte auch die Bauleitung inne. Die Baumaterialien wurden zunächst mit der Oleftalbahn bis Gemünd transportiert und anschließend mit einer etwa 13 km langen, schmalspurigen Materialbahn zur Baustelle der Staumauer geschafft. Auch Besucher konnten für 1 Mark von Gemünd aus auf der Materialbahn zur Baustelle fahren. Auf der ehemaligen Trasse verläuft heute der Wanderweg zum Stausee. Gemauert mit Bruchsteinen aus örtlich abgebauter Grauwacke und Tonschiefer ist die Sperrmauer über der Gründungssohle 58,5 m hoch und an ihrer Krone rund 226 m lang sowie an ihrer Krone 6 m und an ihrem Fuß 50,5 m breit. Die Staumauer war bis zum Bau der Bober-Staumauer 1912 die höchste Staumauer Europas.
Bei ihrer Fertigstellung hatte die Urfttalsperre Modellcharakter für viele weitere Projekte im In- und Ausland, nachdem zum Ende des 19. Jahrhunderts die Wasserwirtschaft durch die Industrialisierung immer wichtiger wurde. Im November 1904 begann der Probestau, die wasserwirtschaftliche Abnahme erfolgte am 26. August 1905.
Von der Urfttalsperre durch den Sockel einer schmalen Halbinsel getrennt befindet sich nördlich der Mauer die Hochwasserentlastung als Überfallwehr mit maximal 91 m Breite und Kaskaden mit insgesamt 33 Stufen. Innerhalb der Mauer wurden im Abstand von 2,5 m vertikal Tonröhren verbaut, die eindringendes Wasser ableiten.
Mehrere Grundablasstürme gewähren Zugang zu zwei in unterschiedlicher Tiefe verlaufenden Kontrollgängen, durch die der Zustand der Urfttalsperre geprüft werden kann. Der untere Kontrollgang verläuft entlang ihrer Gründungsfuge. In den Jahren 1994 bis 2000 wurde die Sperrmauer gründlich saniert. Unter anderem wurde das Problem des Sohlwasserdrucks gelöst. Außerdem bekam sie zwischen 1994 und 1999 zwei Kontrollgänge, die durch Sprengungen vorgetrieben wurden, insgesamt 320 m lang, durchschnittlich 3,10 m hoch und 2,40 m breit sind und zudem eine neue Abdichtung, eine Entwässerung und zahlreiche Messeinrichtungen.
Der Wasserverband Eifel-Rur, der seit dem 1. Januar 1993 nach einer 1990 beginnenden organisatorischen Übergangszeit besteht, feierte das 100-jährige Jubiläum der Urfttalsperre am 26. August 2005.
Seit der Paulushofdamm des Obersees der Rurstauanlage 1955 um 14 Meter erhöht worden ist, ist bei Normalstauhöhe im Obersee von 279,6 m über NN die Urfttalsperre nicht nur wasserseitig, sondern auch an der Luftseite durch das Wasser des direkt flussabwärts unterhalb der Urfttalsperre befindlichen Rurstausees (Obersee) insgesamt zwölf Meter hoch eingestaut.

## Stausee
Der Urftstausee (Urftsee) befindet sich südlich vom Höhenzug Kermeter, westnordwestlich des Schleidener Stadtteils Gemünd und etwas unterhalb von dessen Ortsteil Malsbenden. Er ist voll aufgestaut 7,85 km lang (laut Deutscher Grundkarte; die Luftlinie zwischen Stauseeende und Staumauer umfasst 3,9 km), 2,16 km² groß und weist 47,75 Mio. m³ Stauraum auf.
Durchflossen wird der Stausee vom Rur-Zufluss Urft, deren Wasser (seit existieren der Staumauer) in der Regel durch den im Kermeter verlaufenden Kermeterstollen und durch die Turbinen des Kraftwerks Heimbach mit dortigem Abfluss in das Ausgleichsbecken der Stauanlage Heimbach und somit in die Rur geleitet wird (siehe hierzu auch Abschnitt Nutzung und Wasserkraftwerk); der Stolleneinlauf liegt rund 900 m (Luftlinie) nordöstlich der Urftstaumauer am Nordufer des Stausees. Durch diesen künstlichen Stollenabfluss ist die Urftmündung etwa zum beim Heimbacher Ortsteil Hasenfeld gelegenen Rur-km 111,1 verlagert. Früher mündete der Fluss auf natürliche Weise oberhalb des Simmerather Ortsteils Rurberg etwa beim Rur-km 123,5 in die Rur. Heute überstaut das Wasser vom dortigen Obersee des Rurstausees den alten (mündungsnahen) Unterlauf der Urft.
Im von bewaldeter Landschaft umsäumten Stausee, dessen Stauziel auf 322,5 m Höhe liegt, befindet sich die Insel Krummenauel (max. 339,6 m), und in ihn hinein ragen die Halbinseln am Altenberg (Auf dem Altenberg; max. 351,5 m), am Neffgesberg (max. 370 m) und am Hosterauel (max. 366,7 m), die je nach Wasserstand auch zu Fuß zu erreichen sind.

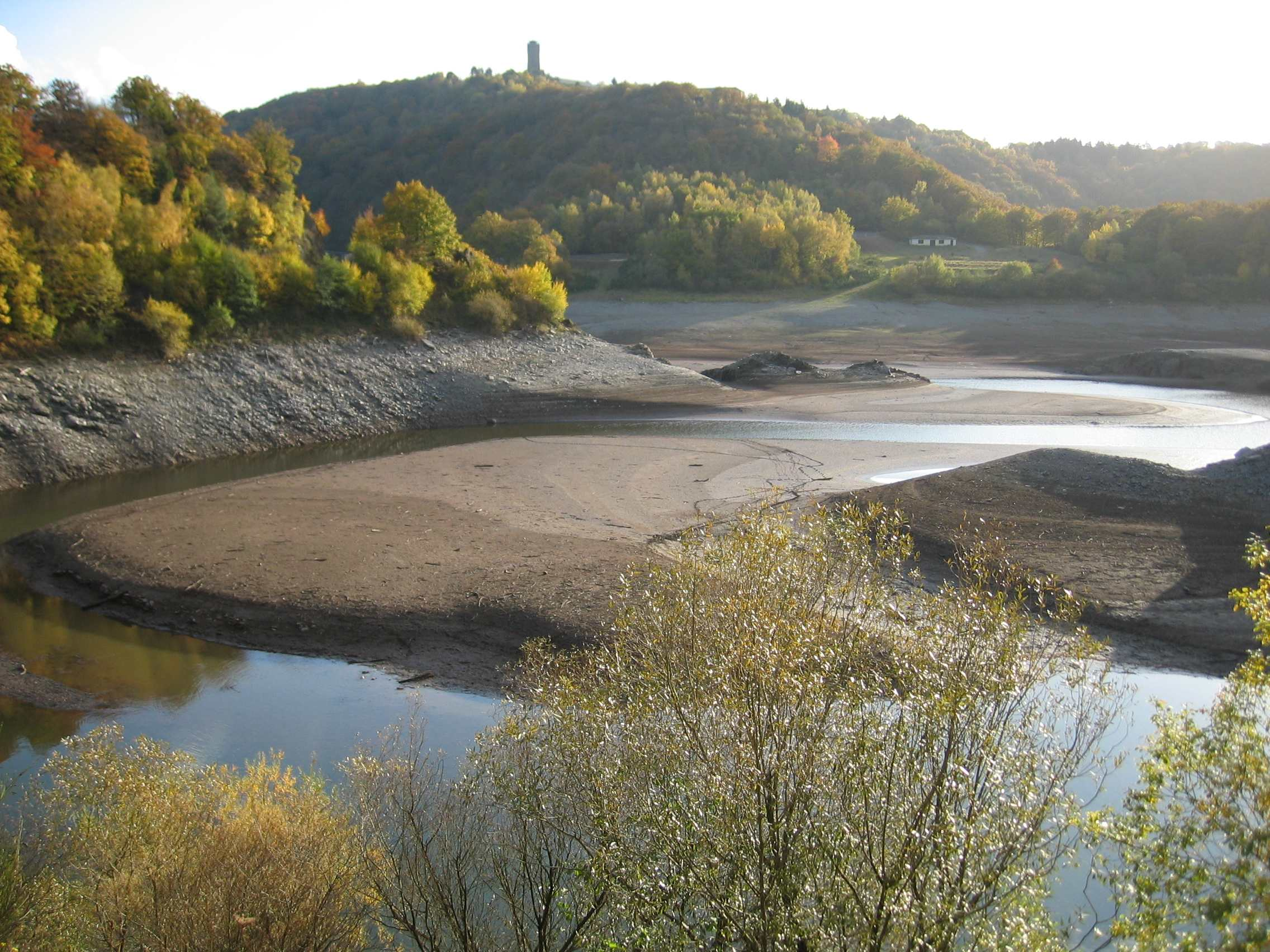
Urftstausee bei Niedrigwasser mit der ehemaligen NS-Ordensburg Vogelsang im Hintergrund
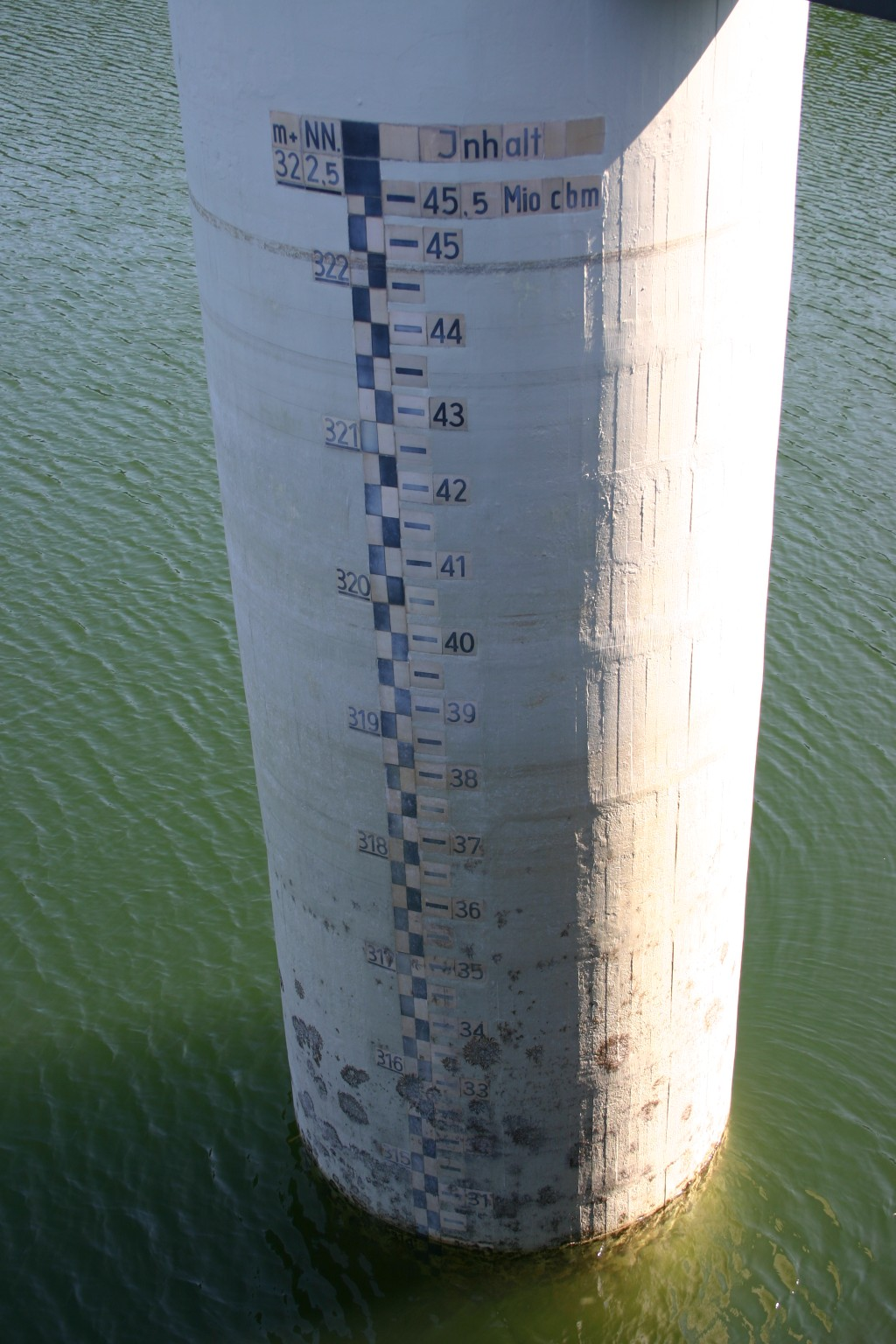
Grundablassturm der Urfttalsperre mit Markierungen zur Bestimmung des Wasserstands
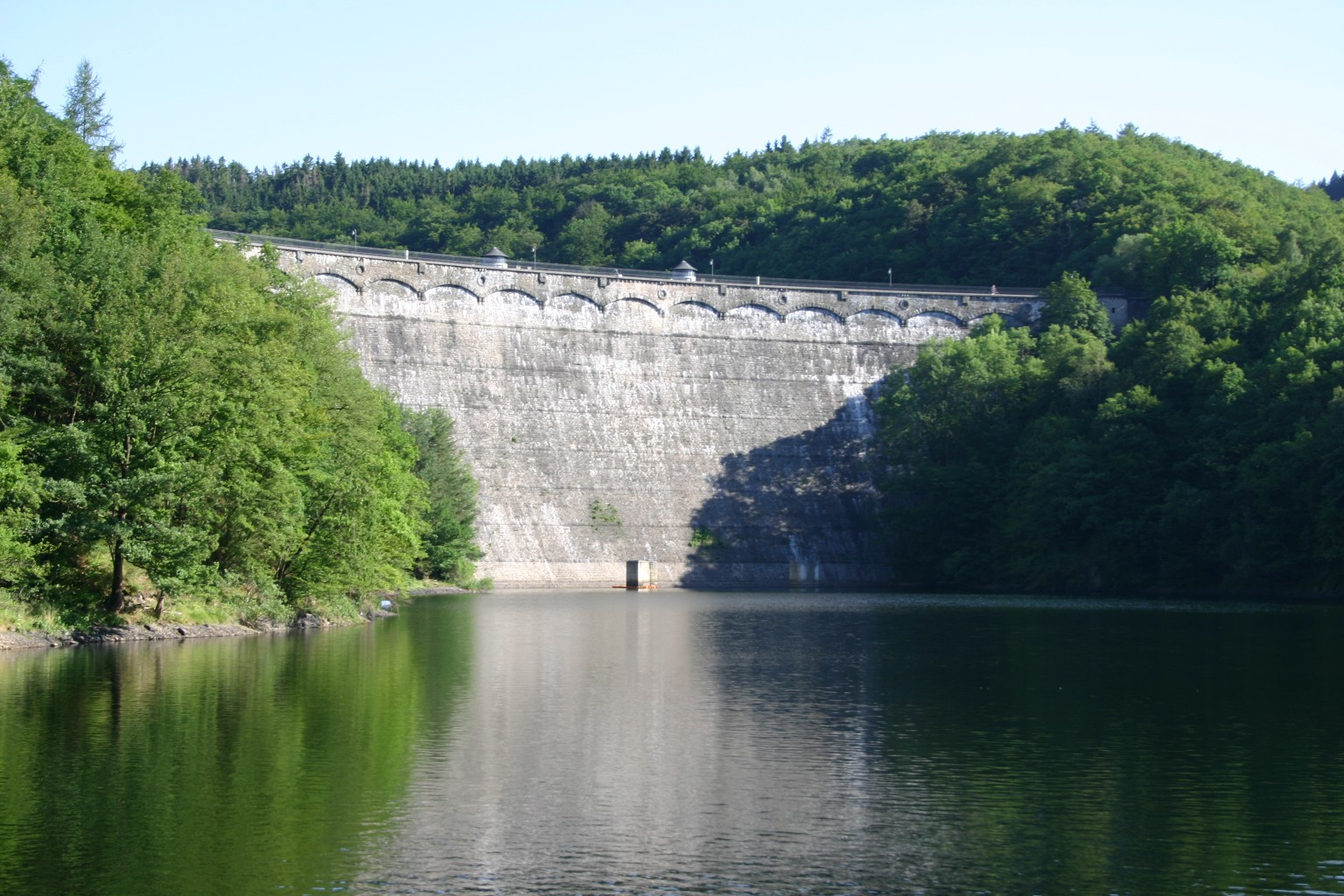
Luftseite der Urfttalsperre mit Obersee im Vordergrund
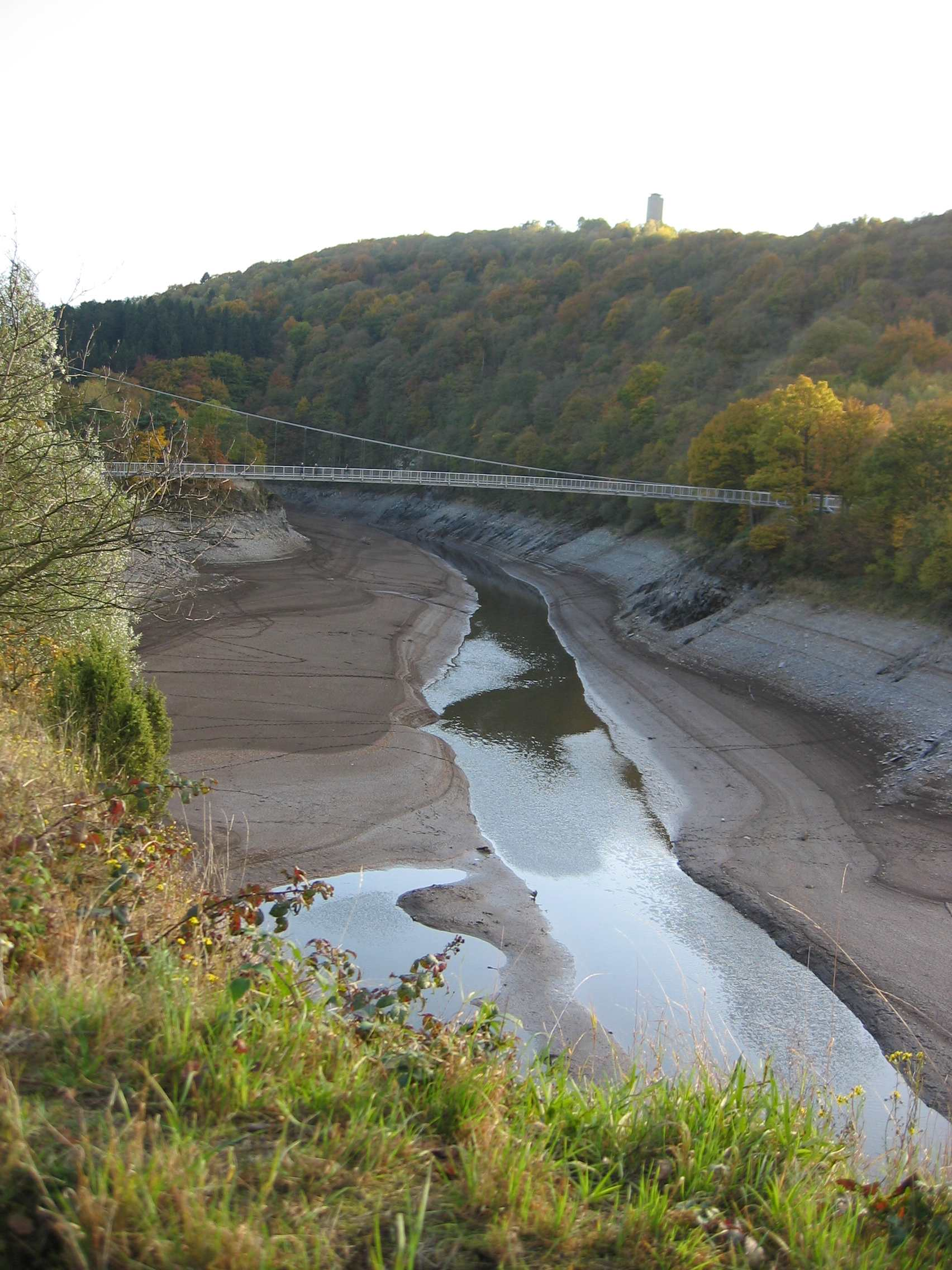
Victor-Neels-Brücke, erbaut 2009, benannt nach Victor Neels, Oberst a. D., ehem. belgischer Kommandant von Camp Vogelsang (1970–1980)
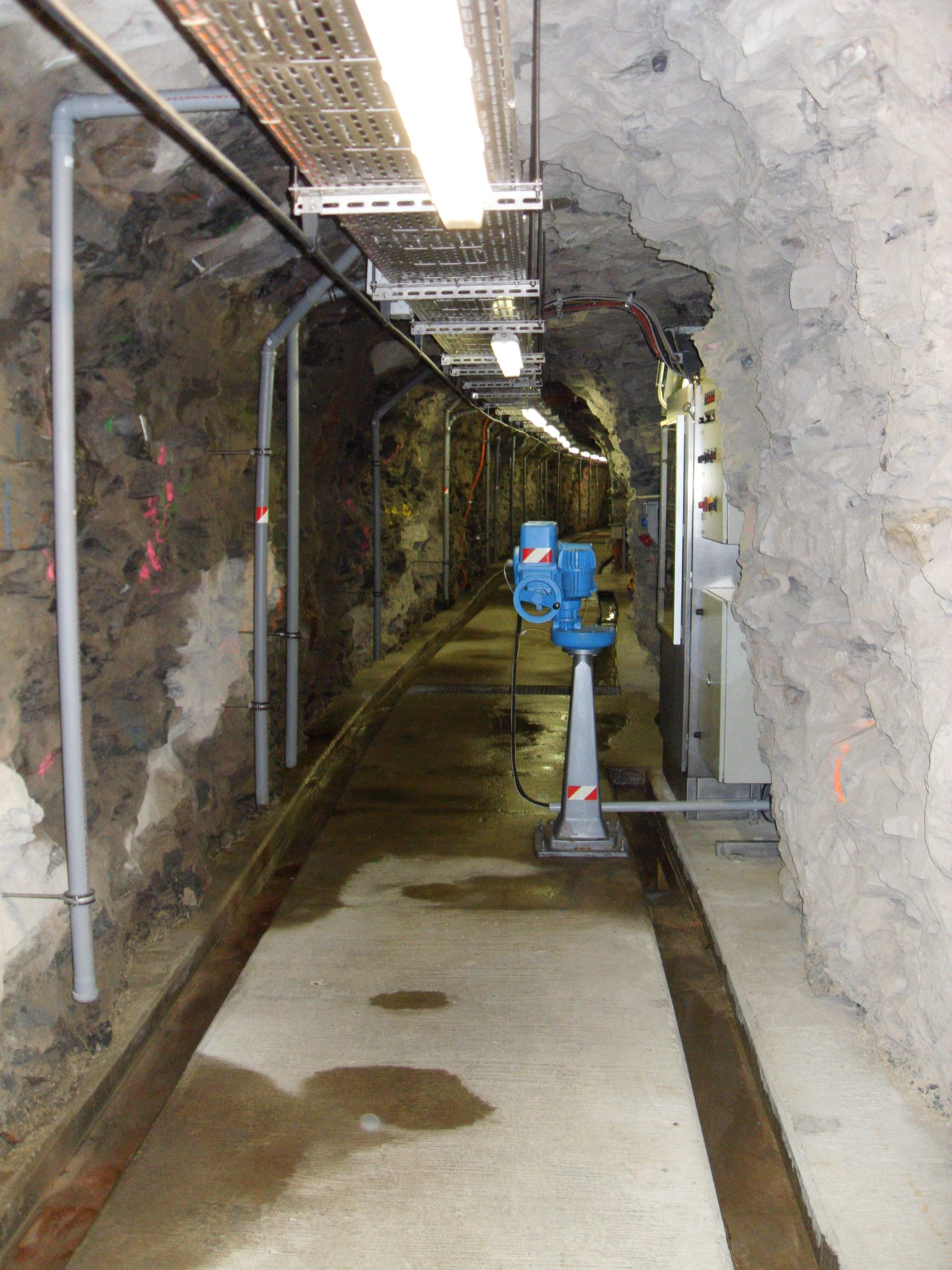
Nachträglich angelegter Kontrollgang der Urfttalsperre
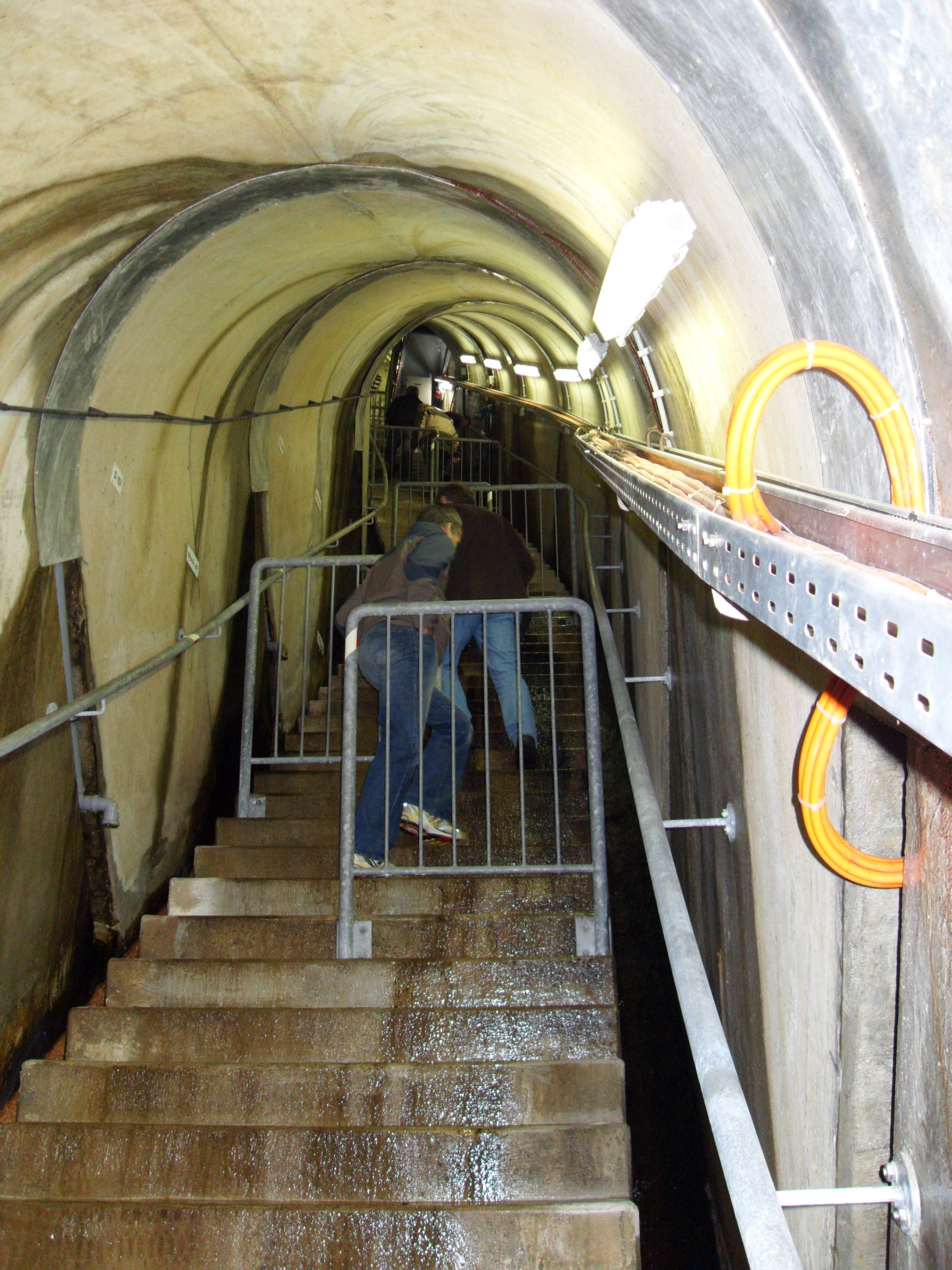
Kontrollgang der Urfttalsperre im Bereich des Hanges

## Geschichte
In der Zeit des Nationalsozialismus wurde oberhalb des Urftstausees die NS-Ordensburg Vogelsang errichtet.
Gegen Ende des Zweiten Weltkriegs war der Bereich um den Urftstausee Teil der Schlacht im Hürtgenwald, deren Hauptkampfgebiet sich im durchschnittlich 15 km nordnordwestlich gelegenen Hürtgenwald befand. Die Alliierten versuchten vergebens, die Staumauer aus der Luft zu zerstören. In die Staumauer wurden durch Flieger- und Sprengbomben fünf Scharten mit Tiefen von 1,50 bis 3,50 m geschlagen. Die Brüstungsmauern zu beiden Seiten der Mauerkrone und die Schiebertürme wurden völlig zerstört.
Deutsche Truppen sprengten am 10. Februar 1945 die Verschlüsse des Kermeterstollens am Kraftwerk Heimbach, woraufhin die Talsperre bis zum Niveau des Kermeterstollens leer lief. Sie sprengten auch die Verschlüsse der Grundablassstollen der Staumauer Schwammenauel (Rursee). Beides zusammen erzeugte flussabwärts ein Hochwasser, das die Flussaue verschlammte und den Angreifern den Vormarsch erschweren sollte. Diese warteten bis zum 22. Februar (die Rur führte immer noch viel Wasser) und überwanden dann in der Operation Grenade die Rur und die deutschen Verteidigungsstellungen.
Die Kriegsschäden an der Talsperre wurden von 1945 bis 1950 beseitigt. Das Talsperrengelände musste entmint werden. Die Verwendung von Glasminen machte dies besonders gefährlich. Der Talsperrenwärter Christian Jansen verlor durch eine Mine sein Leben. Allein über 1200 Bombentrichter wurden gezählt. Aus dem Einlauf des Druckstollens wurden 2000 kg Sprengladungen entfernt. Einzelne Bombentrichter erforderten bei ihrer Verfüllung etwa 6000 m³ Erdreich.
Nach dem Zweiten Weltkrieg wurde der Urftstausee ab 1946 Teil des Truppenübungsplatzes Vogelsang und für die Öffentlichkeit nahezu flächendeckend unzugänglich.
Seit dem Abzug des belgischen Militärs zum 31. Dezember 2005 ist der Urftstausee ein Kernstück des 2004 gegründeten Nationalparks Eifel. Von der Nationalparkverwaltung wurden neue Fahrrad- und Wanderstrecken eingerichtet und markiert, die entlang des Nordufers nach Gemünd sowie von der Sperrmauer südlich über die Dreiborner Hochfläche und Wollseifen nach Einruhr, Dreiborn und Herhahn führen. Die im Herbst 2009 fertiggestellte Victor-Neels-Brücke, die als Rad- und Wanderwegbrücke über den Stausee führt, verbindet die Alte K 7 mit dem Weg zur Vogelsang Internationaler Platz (in der Anlage der ehemaligen NS-Ordensburg Vogelsang).

Bau der Staumauer Urfttalsperre, 1903
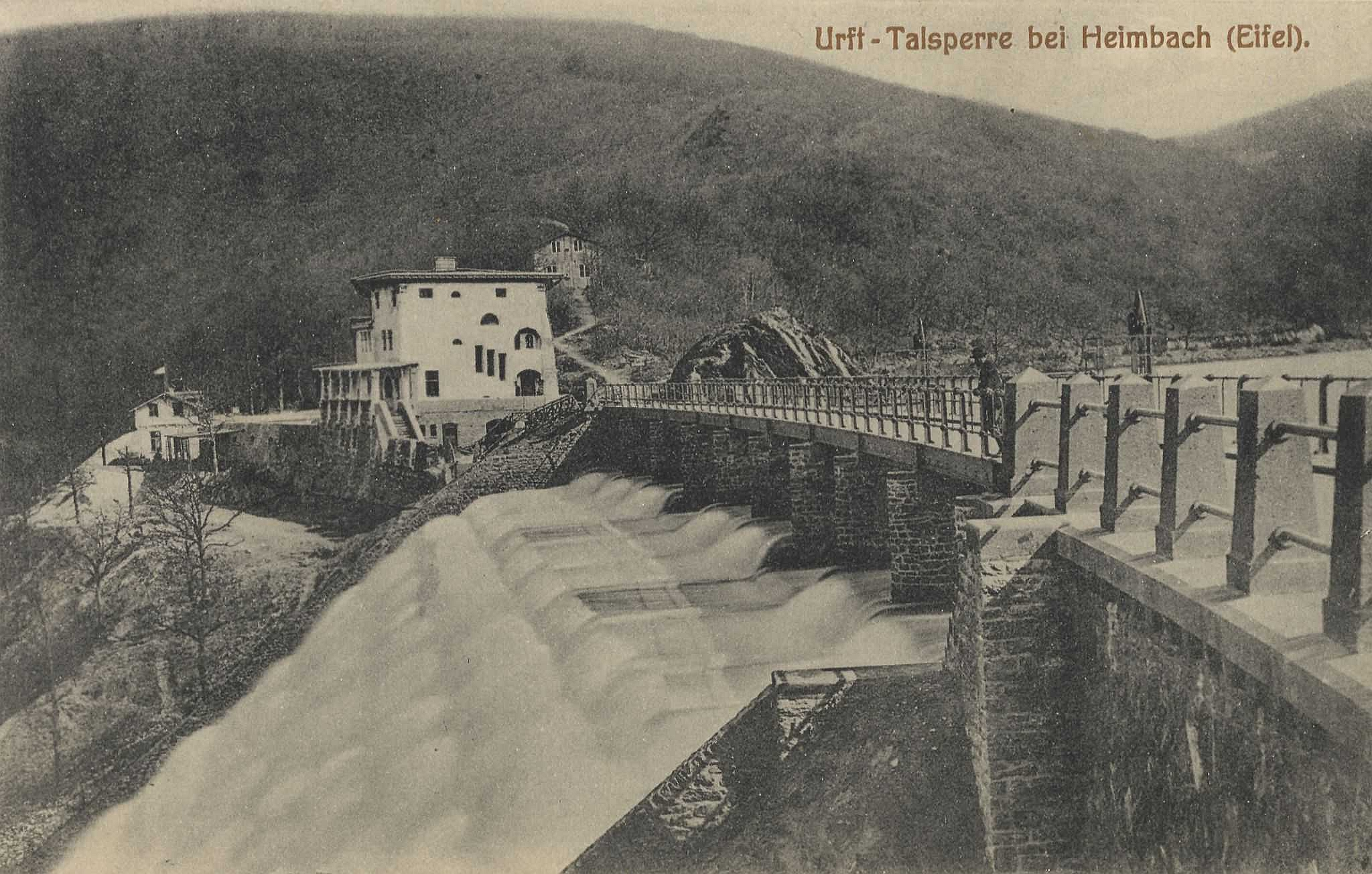
Überlaufschwelle der Hochwasserentlastung mit anschließender Kaskade, 1911
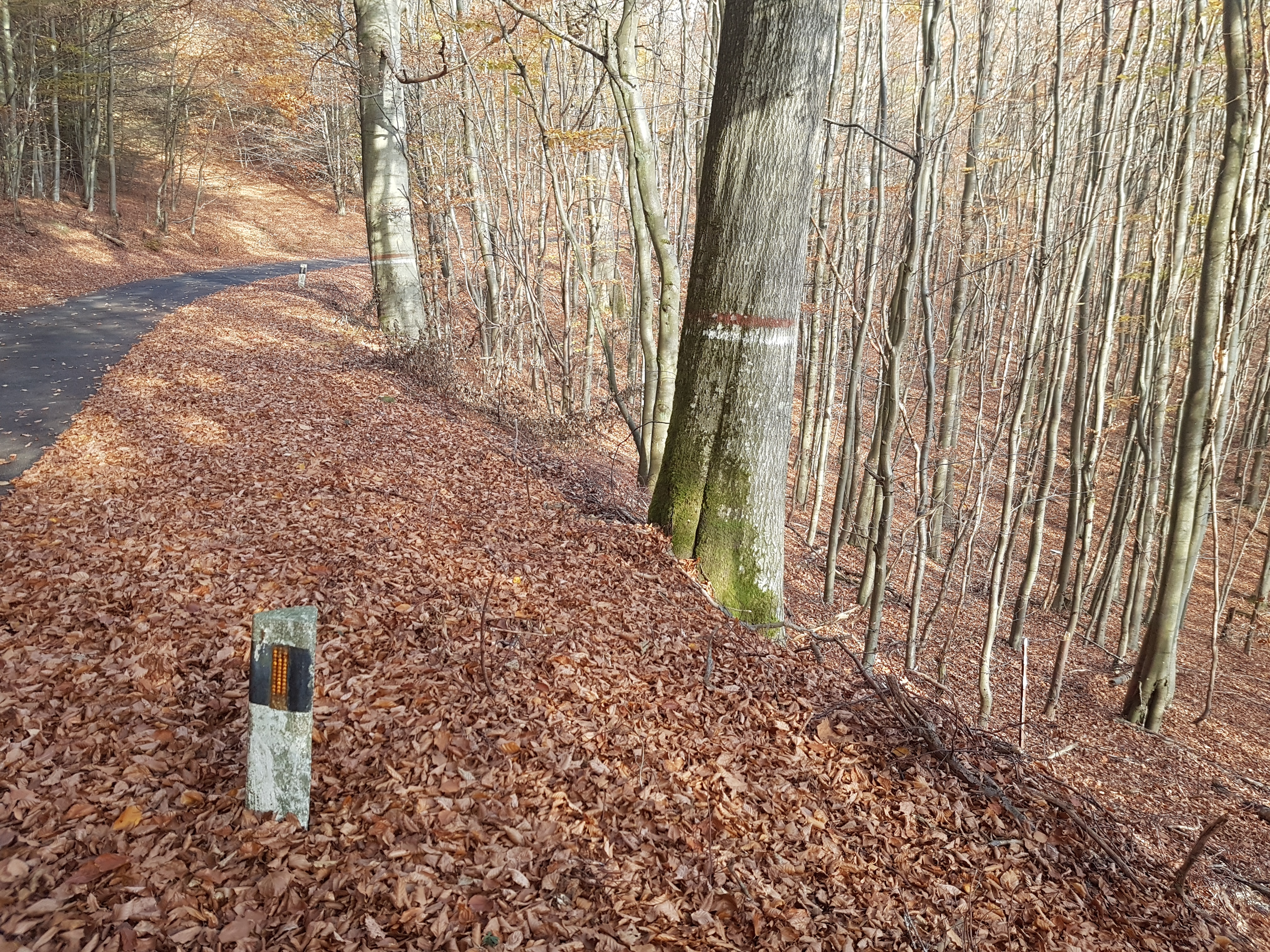
Ehemalige K7 (Kreis Euskirchen) zum Urftsee und nach Gemünd
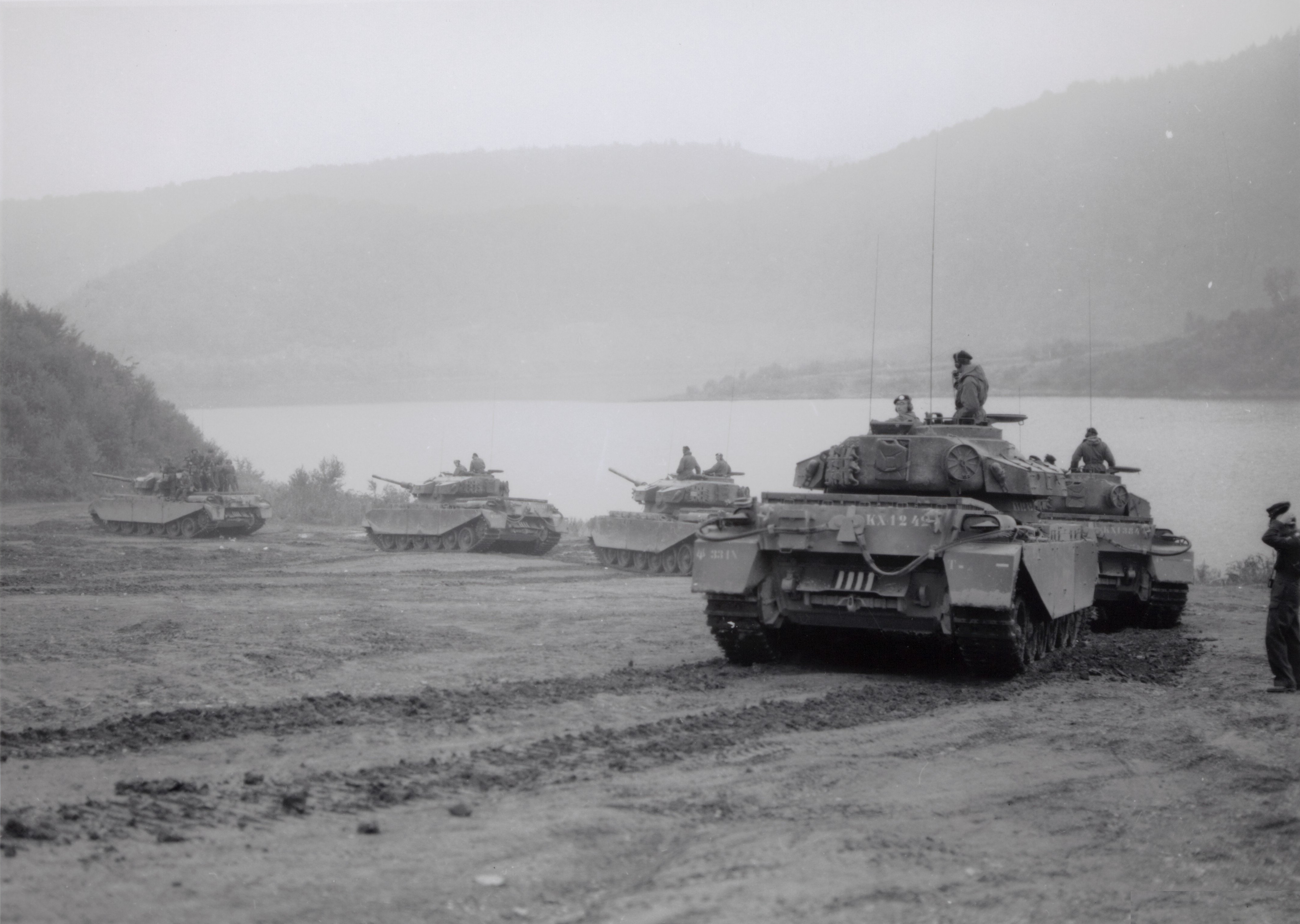
Panzerübung auf dem TrÜbPl am Urftsee, 1956

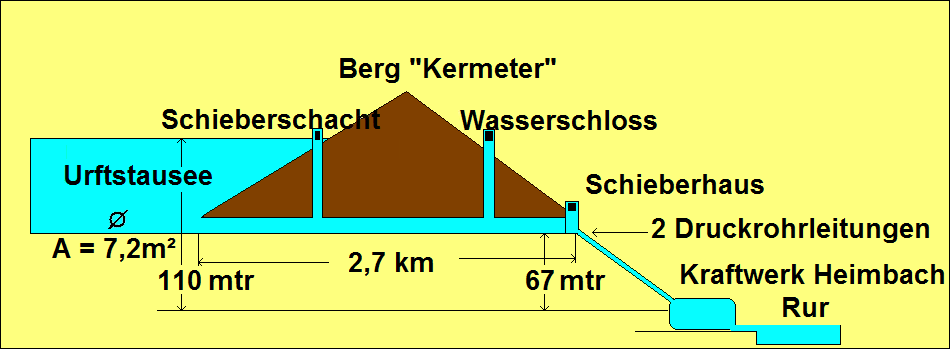
Schnittbild des Höhenzugs Kermeter mit Urftstausee, Kermeterstollen und Rur

## Nutzung und Wasserkraftwerk
Neben der Wasserstandsregulierung der etwas unterhalb an der Urfttalsperre gestauten Rur dient die Urfttalsperre hauptsächlich der Stromerzeugung und in zweiter Linie dem Hochwasserschutz und der Niedrigwasseraufhöhung. Im Normalfall erfolgt der Abfluss des Stausees über den Kermeterstollen zum Kraftwerk Heimbach und in die Rur. Bei Hochwasser im Urftsee sowie in besonderen Betriebssituationen erfolgt auch eine Entlastung bzw. Überleitung in den Obersee der Rurtalsperre.
Der Stausee war über 50 Jahre Teil des Truppenübungsplatzes, sein Wasser durch den Übungsbetrieb entsprechend belastet. Der Obersee der Rur ist ein Trinkwasservorratsraum. Bevor in den Obersee Wasser aus dem Urftstausee durch den Grundablass eingeleitet wird, außerhalb von Hochwassersituationen, bedarf es dazu einer Genehmigung und einer Überprüfung der Wasserqualität.
Zur Elektrizitätsgewinnung wurde, zeitgleich mit dem Bau der Staumauer, der 2,7 km lange Kermeterstollen in Richtung Nordnordosten durch den Höhenzug Kermeter getrieben und das Kraftwerk Heimbach gebaut. Das Wasser der Urft tritt dort an den südlichen Berghängen des Rurtals wieder aus und speist über zwei Fallrohre das im Jugendstil errichtete Kraftwerk, das an der Rur liegt. Das Wasserkraftwerk hatte mit seinen acht Francis-Turbinen eine Leistung von 12 Megawatt (MW) und war somit im Jahr 1905 das größte Europas. Die Turbinen wurden 1975 außer Betrieb genommen und durch zwei neue Maschinen mit höherem Wirkungsgrad ersetzt. Seitdem hat die Anlage eine Installierte Leistung von 16 MW, die zur Abdeckung der Spitzenlast überwiegend in den Vormittagsstunden der Wochentage in Betrieb geht. Je nach Stärke des Kraftwerksbetriebs entstand in der unterhalb davon befindlichen Rur eine Art Ebbe und Flut, auch als Urftwelle bezeichnet. Um dies zu verhindern wurde das Ausgleichsbecken der Stauanlage Heimbach gebaut.
Das Speicherkraftwerk wird von der RWE Innogy betrieben. Heutzutage werden Urft-, Rur- und die etwas weiter südlich gelegene Oleftalsperre im Verbund betrieben und sichern so die Verfügbarkeit von etwa 265 Millionen Kubikmeter (m³) Stauraum.

## Zuflüsse und Abfluss

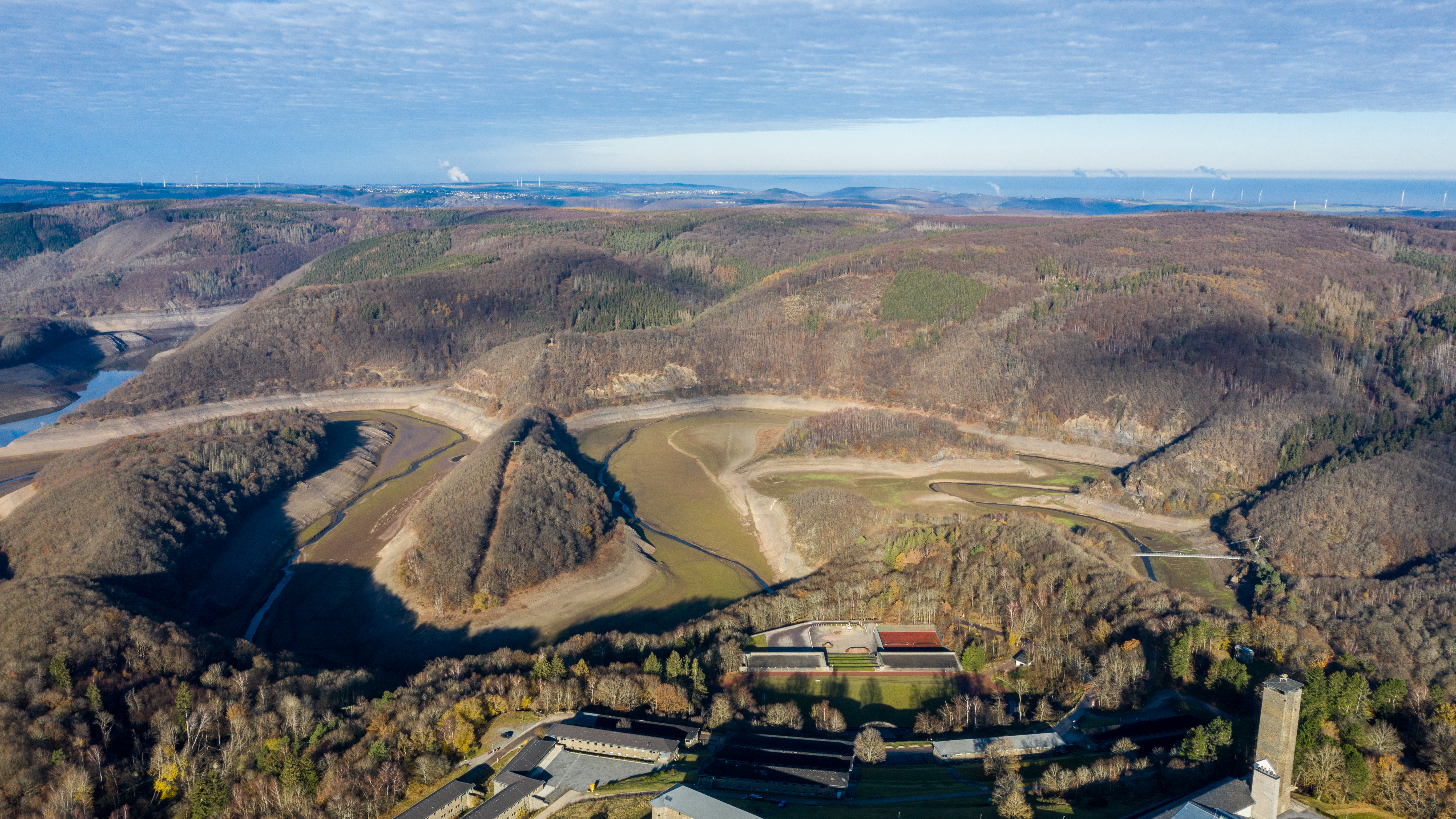
Urftstausee ohne Wasser, November 2020. Grund der Absenkung war, dass der Stollen, mit dem das Wasser der Urft den Kermeter hindurch zum Jugendstilkraftwerk in Hasenfeld fließt, kontrolliert und begangen wurde.

Zu den Zuflüssen des Urftstausees gehören (mit Länge in Kilometern (km) laut Deutscher Grundkarte) (alphabetisch sortiert):
- Arnsbach (2,1 km); vom Kermeter aus Nordnordosten kommend, mündet in den Stausee-Mittelteil
- Großer Böttenbach (2,9 km); vom Kermeter aus Nordosten kommend, mündet in den Stausee-Ostteil
- Haftenbach (0,6 km); vom Kermeter aus Norden kommend, mündet in den Stausee-Westteil
- Hohenbach (0,6 km); vom Kermeter aus Nordnordosten kommend, mündet in den Stausee-Mittelteil
- Lorbach (3 km); vom Kermeter aus Nordosten kommend, mündet in den Stausee-Mittelteil
- Morsbach (2,3 km); von der Dreiborner Hochfläche / von Morsbach von Süden kommend, mündet in den Stausee-Ostteil
- Vom Walberhof (2,4 km); Bach von der Dreiborner Hochfläche / vom Walberhof von Süden kommend, mündet in den Stausee-Mittelteil
- Urft (46,3 km), mündet als Hauptzufluss von Osten in das Ostende des Stausees; bildet den einzigen natürlichen Abfluss; als künstlicher Abfluss dient der Kermeterstollen

Der Abfluss erfolgt im Regelbetrieb über den Kermeterstollen zum an der Rur befindlichen Kraftwerk Heimbach, bei Vollstau zudem in den Obersee der Rur und in besonderen Betriebssituationen auch über den Grundablassstollen der Urftstaumauer. In der Regel sind die Urft und ihr Mündungsgewässer Rur unterhalb der Staumauer durch das Wasser des bis an deren Luftseite reichenden Obersees überstaut.

## Verkehr und Tourismus
Westlich verläuft entlang dem Obersee die von der Bundesstraße 266 in Richtung Norden nach Rurberg führende Landesstraße 149. Von dieser zweigt als kurze Stichstraße die L 166 nach Osten ab, die zum Parkplatz am Paulushofdamm des Obersees führt. Von dort kann man auf dem bereits am Obersee genannten Urftseerandweg südlich entlang dem Kermeter zur Urftstaumauer wandern.
Nahe dem Kermeterparkplatz, der auf den Kermeterhochlagen an der L 15 (Kermeterstraße; Hasenfeld–Wolfgarten) liegt, zweigt die Kreisstraße 7 ab. Die für den öffentlichen Verkehr gesperrte Straße führt in zahlreichen Serpentinen hinab bis zur Bucht am Einfluss des kleinen Haftenbachs in den Urftstausee. Von dort führt die Alte K 7 heute nur noch als Fuß- und Radweg entlang dem Nord- und Nordostufer des Stausees – vorbei am Einlauf des Kermeterstollens – zum Gemünder Ortsteil Malsbenden, der oberhalb des Stausees nahe dem Urfteinfluss liegt. Am Einfluss des Haftenbachs in den Stausee trifft die Straßentrasse auf den Urftseerandweg, auf dem die Staumauer nach kurzem Spaziergang erreicht ist.
Die Staumauer des Urftstausees kann begangen werden. An ihrem Nordende befindet sich das Ausflugslokal Urftseemauer, dessen Zufahrt für Kraftfahrzeuge gesperrt ist. Vor der talabwärts gelegenen Mauerseite befindet sich der Schiffsanleger Urftstaumauer der Rursee-Schifffahrt, deren Elektroschiffe „Seensucht“ und „St. Nikolaus“ auf dem Obersee des Rurstausees zwischen den Haltestellen Einruhr, Rurberg und Urftstaumauer verkehren. Die Stauseen und ihre Umgebung sind von Wassersportlern und Erholungssuchenden genutzte Naherholungsgebiete. Laut Nationalpark-Verordnung ist das Baden in der Urfttalsperre und deren Befahren nicht erlaubt.
Zwischen dem 10. Mai 1967 und dem 8. April 1993 fuhr sonntags ein Ausflugsschiff, die MS Deutschland, zwischen Gemünd und der Staumauer.

### Busanbindung
In der Sommersaison (Karfreitag bis Allerheiligen) fährt der Kermeter-Shuttle, Linie 814 von der Haltestelle Urfttalsperre/Haftenbach alle 20 Minuten bis zur Haltestelle Wilder Kermeter, von wo aus Anschluss an die Linien 231 und M (MÄXCHEN), die nach Heimbach und Gemünd fahren. Alle zwei Stunden fährt der Bus auch über Wilder Kermeter bis nach Gemünd Kirche durch.